# Cratere Elath
Elath  è un cratere sulla superficie di Marte.